# Sparta Stadion Het Kasteel
Das Sparta Stadion Het Kasteel ist ein Fußballstadion in der niederländischen Stadt Rotterdam. Der Fußballverein Sparta Rotterdam trägt hier seine Heimspiele aus. Das Stadion wurde 1916 eingeweiht und ist das älteste Fußballstadion der Niederlande.

## Geschichte
Das Stadion wurde im Jahr 1916 in Spangen, einem Arbeiterviertel im Stadtteil Delfshaven, nach Plänen der Architekten J.H. de Roos und W.F. Overeijnder erbaut. Der Entwurf war inspiriert durch das Schloß Spangen, das früher in der Nähe des Stadionbauortes gestanden hatte. Ursprünglich waren Türme an allen vier Seiten des Stadions vorgesehen. Wegen des I. Weltkriegs und der damit verbundenen Verteuerung der Baustoffe wurden nur Teile der ursprünglichen Pläne ausgeführt und nur eine Tribüne mit den charakteristischen Türmen errichtet, die „Kasteeltribüne“, die dem Stadion fortan seinen Namen gab: „Het Kasteel“ („Das Schloß“). Unter großer öffentlicher Anteilnahme wurde das erste Fußballstadion der Niederlande am 15. Oktober 1916 mit einem Spiel von Sparta gegen Willem II eröffnet.
Im Laufe der Jahre wurde das Stadion in jeweils kleinen Schritten auf eine Kapazität von 30.000 fast ausschließlich Stehplätzen renoviert und erweitert. 1998 wurde das Stadion durch einen Orkan stark beschädigt. Überlegungen, ein neues Stadion an einem Ort oder zusammen mit dem Lokalrivalen Excelsior Rotterdam zu bauen, wurden nach langen öffentlichen Diskussionen verworfen. Das Stadion blieb in Spangen. Nach den Plänen des Architektenbüros Zwarts & Jansma wurde das Spielfeld um 90° gedreht. Die alte „Kasteeltribüne“ mit ihren Türmen blieb erhalten und wurde in das neue Stadion integriert, das insgesamt 11.026 Zuschauer fasst. Die alte Kasteeltribüne beherbergt seitdem das Sparta-Museum sowie eine Brasserie.
Das neuerbaute Stadion wurde kurzzeitig in Eneco-Stadion umbenannt, nach Spartas damaligen Hauptsponsor. Diese Umbenennung wurde jedoch recht bald wieder in Het Kasteel umgeändert.
Seit 2019 finden zahlreiche Modernisierungsarbeiten im Stadion statt. Im Rahmen dieser Modernisierung wurde im Sommer 2022 auch der 2006 aus finanziellen Gründen angelegte, sehr umstrittene Kunstrasen wieder durch Naturrasen ersetzt. Geplant ist auch ein schrittweiser Ausbau des Stadions, um die Zuschauerkapazität zu erhöhen.
2022 wurde das Stadion zum schönsten Stadion der Niederlande gekürt.